# Compte de pèrdues i guanys
El compte de pèrdues i guanys o compte de resultats és un document comptable o estat financer que mostra ordenada i detalladament la forma com es va obtenir el resultat de l'exercici durant un període determinat.
L'estat financer és tancat, ja que abasta un període durant el qual han d'identificar-se perfectament els costos i despeses que van donar origen al seu ingrés. Per tant, ha d'aplicar-se perfectament al principi del període comptable perquè la informació que presenta sigui útil i fiable per a la presa de decisions.
És un document d'obligada creació per part de les empreses, juntament amb la memòria i el balanç de situació. Consisteix a desglossar les despeses i ingressos en diferents categories i obtenir el resultat abans i després d'imposts.
El compte de pèrdues i guanys es formularà tenint en compte que:
1. Els ingressos i despeses es classificaran d'acord amb la seva naturalesa.
2. L'import corresponent a les vendes, prestacions de serveis i altres ingressos d'explotació es reflectirà en el compte de pèrdues i guanys pel seu import net de devolucions i descomptes.
3. La partida 4.c)"Treballs realitzats per altres empreses" recull els imports corresponents a activitats realitzades per altres empreses al procés productiu.
4. Les subvencions, donacions i legats rebuts que financen actius o despeses que s'incorporen al cicle normal d'explotació incorporades al resultat de l'exercici, mentre que les subvencions, donacions i legats que financen actius de l'immobilitzat intangible, material o inversions immobiliàries, s'imputaran a resultats, d'acord amb la norma de registre i valoració, a través de la partida 9."Imputació de subvencions d'immobilitzat no financer i altres". Les subvencions, donacions, i legats concedits per cancel·lar deutes que s'atorguen sense una finalitat específica, s'imputaran igualment a la partida 9."Imputació de subvencions d'immobilitzat no financer i altres". Si es financés una despesa o un actiu de naturalesa financera, l'ingrés corresponent s'inclourà al resultat financer incorporant-se, en cas que sigui significativa, la corresponent partida amb la denominació "Implantació de subvencions, donacions i legats de caràcter financer".
5. La partida 10 •Excessos de provisions" recull les reversions de provisions a l'exercici, amb l'excepció de les corresponents al personal que es reflectirà a la partida 6 "Despeses de personal" i les derivades d'operacions comercials que es reflectiran a la partida 7.c).
6. Al supòsit excepcional que a una combinació de negocis el valor dels actius identificables adquirits menys el dels passius assumits sigui superior al cost de la combinació de negocis, es crearà una partida amb la denominació "Diferència negativa de combinacions de negoci", formant part del resultat d'explotació.
7. Els ingressos i despeses originats pels instruments de cobertura que, d'acord amb lo disposat a les normes de registre i valoració, deuen imposar-se al compte de pèrdues i guanys, figuraran a la partida de despeses i ingressos, respectivament, que genera la partida coberta, informant d'allò detalladament a la memòria.
8. Al seu cas, les despeses associades a una reestructuració es registraran a les corresponents partides atenent a la seva naturalesa i s'informarà a la memòria de les comptes anuals de l'import global dels mateixos i, quan siguin significatius, dels imports inclosos a cada una de les partides.
9. En cas que l'empresa presenti ingressos o despeses de caràcter excepcional i quantia significativa, com per exemple els produïts per inundacions, incendis, multes o sancions, es crearà una partida amb la denominació "Altres resultats", formant part del resultat d'explotació i informarà d'allò detalladament a la memòria.
10. A la partida 14.a) "Variació de valor raonable a instruments i financers, cartera de negociació i altres" es reflectiran els canvis al valor raonable dels instruments financers inclosos a les categories d'"Actius (passius) financers mantinguts per negociar" i "Altres actius (passius) financers a valor raonable amb canvis al compte de pèrdues i guanys" als termes recollits a la norma de registre i valoració relativa a instruments financers, podent imposar-se l'import dels interessos meritats calculats segons el mètode de tipus d'interès efectiu així com és dels dividends meritats a cobrar, a les partides que corresponga, segons la seva naturalesa.
11. A la partida 18 "Resultat de l'exercici procedent d'operacions interrompudes net d'impostos" del model normal de compte de pèrdues i guanys, l'empresa inclourà un import únic que comprengui:

- Resultat després d'impostos de les activitats interrompudes.
- Resultat després d'impostos reconegut per la valoració a valor raonable menys els costos de venda, o bé per l'alienació o disposició per altres medis dels actius o grups alienables d'elements que constitueixin l'activitat interrompuda.

L'empresa presentarà a aquesta partida 18 l'import de l'exercici anterior corresponent a les activitats que tinguin el caràcter d'interrompudes a la data de tancament de l'exercici a què corresponguin els comptes anuals.
Una activitat interrompuda és tot component d'una empresa que ha sigut alienada o s'ha dispost d'allò per altra via, o bé que ha sigut classificat com mantingut per a la venda, i:
a)Representi una línia de negoci o una àrea geogràfica de l'explotació, que sigui significativa i puga considerar-se separada de la resta;
b)Formi part d'un pla individual i coordinat per alienar o disposar per altra via d'una línia de negoci o d'una àrea geogràfica de l'explotació que sigui significativa i puga considerar-se separada de la resta; o
c)Sigui una empresa depenent adquirida exclusivament amb la finalitat de vendre-la.
A aquestos efectes s'entén per component d'una empresa les activitats o fluxos d'efecte que, per estar separats i ser independents al seu funcionament o a efectes d'informació financera, es distingeixen clarament de la resta de l'empresa, tal com una empresa depenent o un segment de negoci geogràfic.
1. Els ingressos i despeses generats pels actius no corrents i grups alienables d'elements, mantinguts per a la venda, que no compleixen els requisits per qualificar-los com operacions interrompudes, es reconeixeran a la partida del compte de pèrdues i guanys que correspongui segons la seva naturalesa.

## Compte de "pèrdues i guanys" abreujat
Les societats anònimes, les limitades i les comanditaries per accions formularan compte de "Pèrdues i guanys" segon el seu format abreujat, com les restants empreses, si durant dos anys seguits, al tancament de l'exercici, presenten almenys dues de les situacions següents:
- Total de l'actiu = 9,5 milions d'euros.
- Xifra anual de negocis (neta)<19 milions d'euros.
- Nombre medi de treballadors empleats durant l'exercici =250.

El primer exercici des de la seva constitució, transformació o fusió, les societats podran formular compte de "Pèrdues i guanys" abreujada s'agruparan les partides A1, A2, i B2, per un lloc, i B1, B3 i B4, per altre, per incloure-les a una sola partida anomenada, segon el cas, "Consums d'explotació" o "Ingressos d'explotació".
La diferència més significativa que presenta el model abreujat amb relació a l'ordinari, apareix a A1, "Consums d'explotació", a on es reuneixen les variacions d'existències de qualsevol classe.